# Wjasma
Wjasma [ˈvʲazʲmə] (russisch Вя́зьма, wissenschaftliche Transliteration Vâz'ma) ist eine Stadt in der Oblast Smolensk im Westen Russlands. Sie liegt auf knapp halbem Weg zwischen Smolensk und Moskau. Wjasma hat 57.101 Einwohner (Stand 14. Oktober 2010).

## Geschichte
Die erste Festung an der Stelle des heutigen Wjasma entstand bereits im 12. Jahrhundert. Als eigenständiger Ort wird Wjasma erstmals in Urkunden aus dem Jahre 1239 erwähnt. Dieses Jahr wird heute auch als Gründungsjahr der Stadt angenommen. Der Name Wjasma leitet sich möglicherweise vom Verb wjasat – zu deutsch binden, verbinden – ab, was auf die Lage Wjasmas an einer Verbindung auf dem Wasserwege von Skandinavien nach Byzanz zurückgeführt werden kann, nämlich an dem Fluss Wjasma.

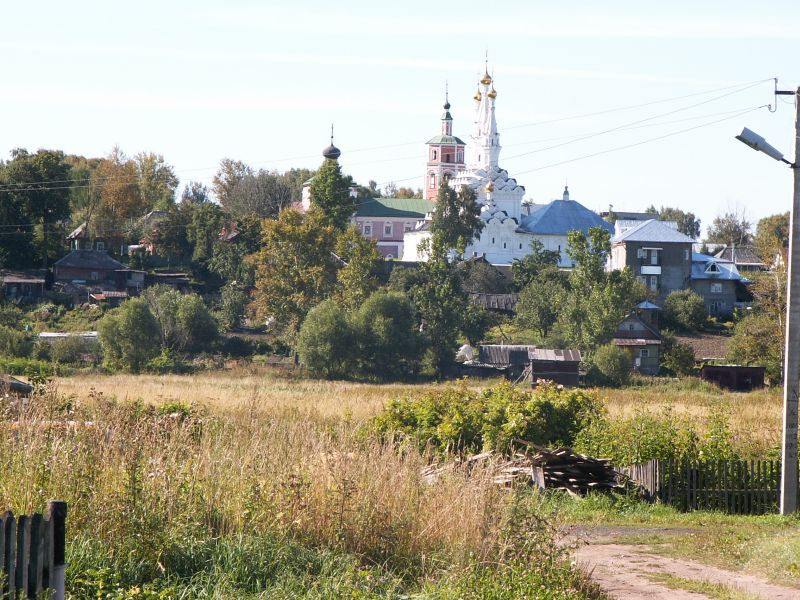
Ansicht der Altstadt von Wjasma

Mitte des 13. Jahrhunderts wurde Wjasma Zentrum eines russischen Fürstentums. 1403 wurde der Ort durch das Großfürstentum Litauen eingenommen. Nach mehreren erfolglosen Versuchen seitens Moskaus, Wjasma zurückzuerobern, gelang dies erst 1493 unter dem Zaren Iwan III. In den nächsten Jahrzehnten entwickelte sich der Ort rasch, es entstanden dort unter anderem zahlreiche Bojarenresidenzen. 
Nachdem er 1618 infolge der kriegerischen Auseinandersetzungen Russlands mit Polen-Litauen zunächst in polnische Hand gelangte und später zum Grenzort und zugleich zu einem westlichen Moskauer Vorposten wurde, beschloss Moskau, Wjasma zu einer Festung auszubauen. Es entstand daraufhin eine hölzerne Schutzmauer mit sechs Wachtürmen um den Ort herum. Einer von diesen Türmen, der 21 Meter hohe Spasskaja-Turm, ist bis heute erhalten geblieben. Etwa zur gleichen Zeit entstand in Wjasma die erste steinerne Kirche – die ebenfalls erhaltene Hodegetria-Kirche.
Nach dem Ausbau blühte Wjasma ab dem 17. Jahrhundert auf; es entstanden mehrere weitere steinerne Kirchenbauten sowie das Ensemble des noch 1536 gegründeten Johannes-der-Täufer-Klosters. Nachdem Moskau 1654 Smolensk von Polen zurückerobern konnte, verlor Wjasma jedoch als militärischer Vorposten an Bedeutung. Dennoch ging dessen Ausbau weiter; auch im 18. Jahrhundert entstanden hier etliche Kirchengebäude, die teilweise bis heute überdauert haben. In der zweiten Hälfte des 18. Jahrhunderts war Wjasma ein bedeutender Handelsplatz im Westen des Russischen Reichs und zählte über 150 Unternehmen. Aus dieser Zeit sind in Wjasma einige ehemalige Kaufmannshäuser im damals modischen Barockstil erhalten geblieben.
1776 wurde Wjasma eine Stadt innerhalb des Smolensker Gouvernements und erhielt erstmals ihr eigenes Stadtwappen.

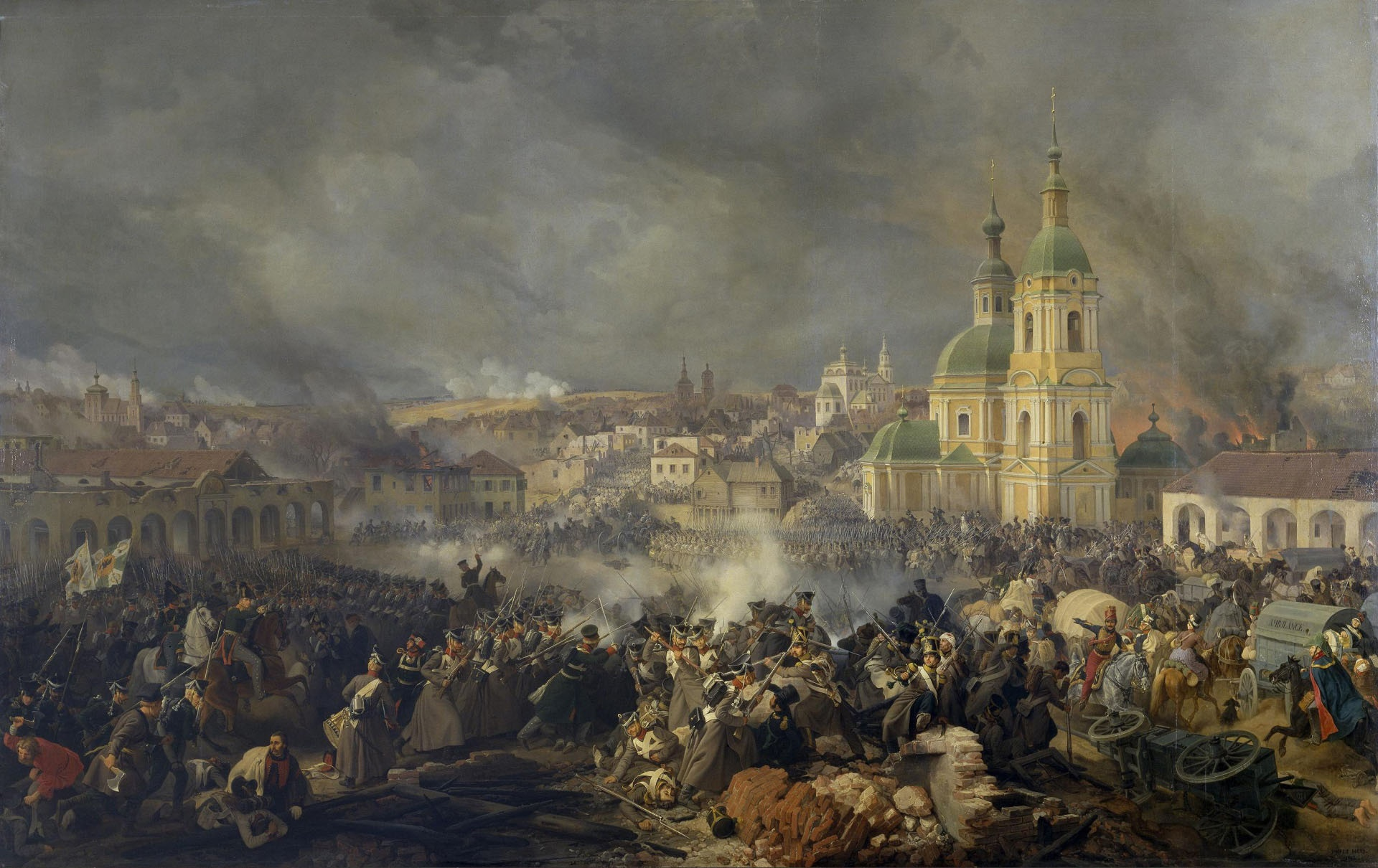
Das umkämpfte Wjasma 1812

Am 22. Oktober 1812 schlug die russische Armee in der Schlacht von Wjasma die zurückweichenden französischen Truppen Napoleons I. und nahm insgesamt etwa 5000 Mann gefangen. Dem gingen langwierige und blutige Kämpfe um die Stadt voraus. Heute erinnert ein Obelisk an die Kämpfe von damals, der 1912 anlässlich des 100. Jahrestags der Befreiung Wjasmas aufgestellt wurde.
In den nächsten hundert Jahren entwickelte sich Wjasma als Handelsstadt weiter, während die Industrie eine eher unbedeutende Rolle spielte.
Im Zweiten Weltkrieg war die Stadt nach der Doppelschlacht bei Wjasma und Brjansk zwischen 1941 und 1943 von der deutschen Wehrmacht besetzt, die sie beim Rückzug stark beschädigte. Laut einem Fernschreiben von Gotthard Heinrici vom 11. März 1943, wurden bei der wochenlangen und planmäßigen „Niederlegung der Stadt“, die wegen der Verteilung der kriegswichtigen Anlagen in der ganzen Stadt nicht zu vermeiden gewesen sei, 40 Tonnen Sprengstoff, 1.552 Fliegerbomben und 3.600 Brandbomben eingesetzt. An die Verteidigung der Stadt, die vom General Michail Jefremow geleitet wurde, erinnert heute in Wjasma ein Mahnmal, das 1946 vom renommierten Bildhauer Jewgeni Wutschetitsch entworfen wurde. Im Lager in Wjasma starben sehr viele sowjetische Kriegsgefangene.
Nach dem Krieg wurde die Stadt nach und nach wieder aufgebaut und bietet bis heute viele architektonische und historische Anziehungspunkte, was die Stadt zu einer wichtigen Touristenattraktion in der Oblast Smolensk macht.

### Bevölkerungsentwicklung
| Jahr | Einwohner |
| ---- | --------- |
| 1897 | 15.645    |
| 1939 | 33.774    |
| 1959 | 31.883    |
| 1970 | 44.145    |
| 1979 | 51.728    |
| 1989 | 59.022    |
| 2002 | 57.545    |
| 2010 | 57.101    |

Anmerkung: Volkszählungsdaten

## Wichtige Sehenswürdigkeiten

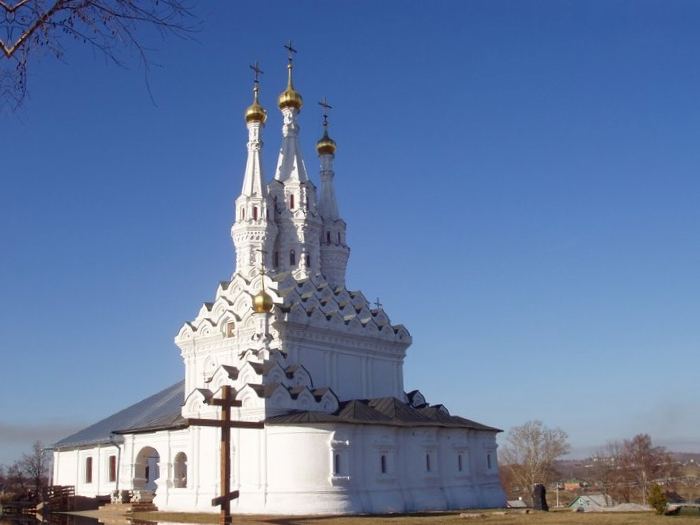
Hodegetria-Kirche von Wjasma

- Reste der alten Kremlmauer und der Spasskaja-Turm (1630–1632)
- Johannes-der-Täufer-Kloster (16.–17. Jahrhundert)
  - Hodegetria-Kirche (1630er-Jahre)
  - Himmelfahrtskirche (Mitte des 17. Jahrhunderts)
- Dreifaltigkeitskathedrale (1670er-Jahre)
- Katharinenkirche (1770–1776)

## Wirtschaft

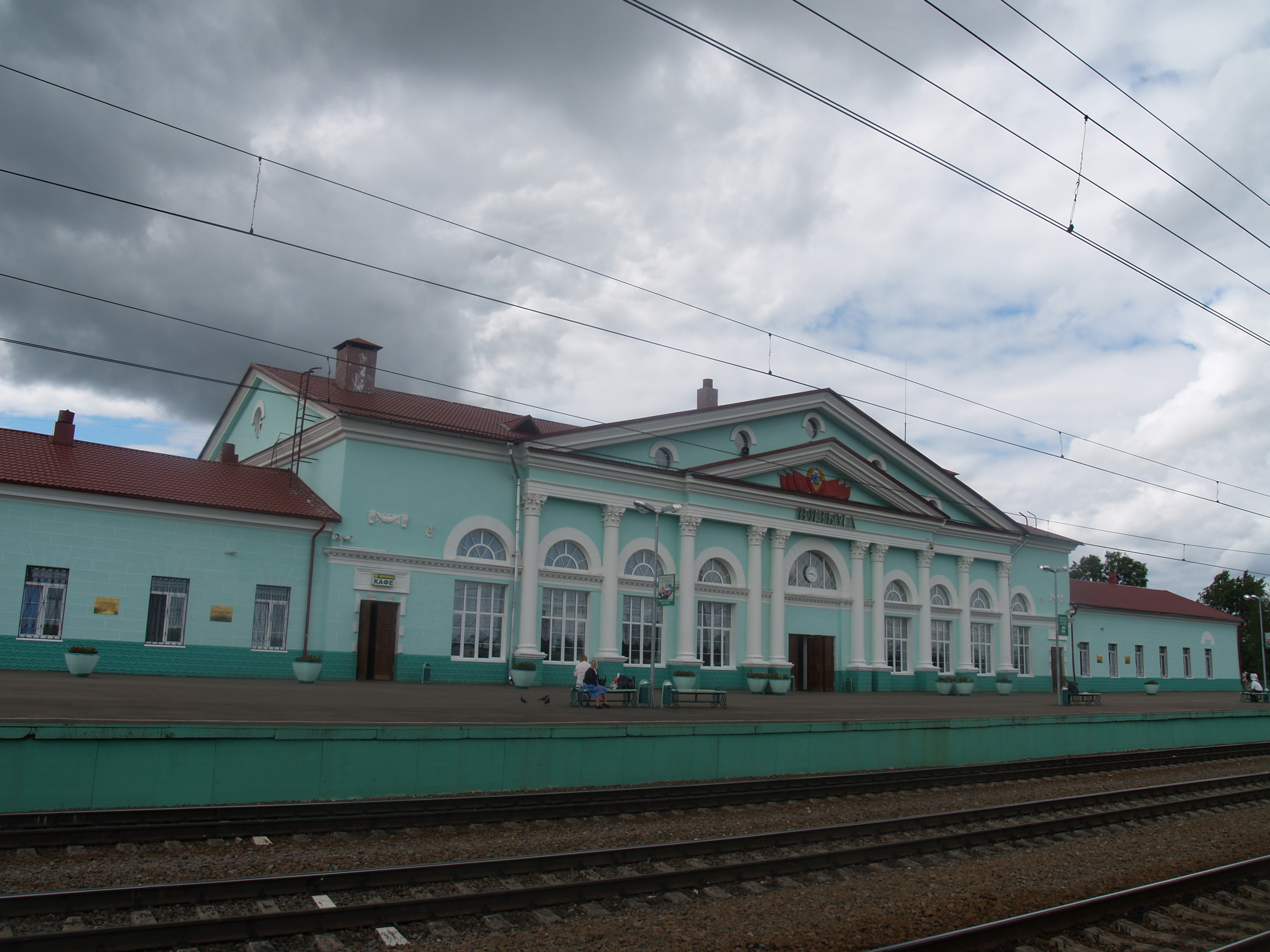
Der Bahnhof von Wjasma

Heute ist Wjasma ein Eisenbahnknotenpunkt an der Strecke von Warschau nach Moskau (unter anderem die Fernzüge von Berlin nach Moskau halten hier), und es liegt an der parallel verlaufenden russischen Fernstraße M1 (Europastraße 30). Wirtschaftlich dominiert die Nahrungsmittel- und die Leichtindustrie, ferner gibt es eine Maschinenbaufabrik.

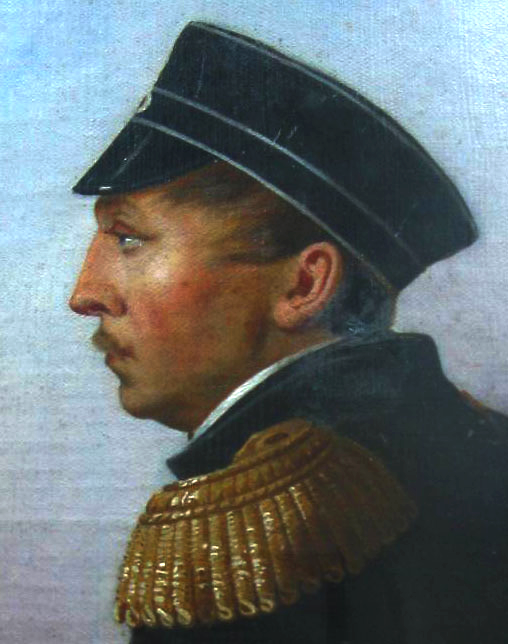
Pawel Nachimow

## Söhne und Töchter der Stadt
- Pawel Nachimow (1802–1855), Admiral
- Pawel Grochowski (1899–1946), Pilot und Erfinder
- Pawel Kurotschkin (1900–1989), Armeegeneral
- Leonid Teliga (1917–1970), polnischer Journalist, Autor und Dolmetscher
- Klawdija Kildischewa (1917–1994), Luftfahrtingenieurin
- Anatoli Papanow (1922–1987), Schauspieler
- Waleri Jewtuchowitsch (* 1954), Offizier
- Igor Korobow (1956–2018), Generaloberst und Leiter des militärischen Geheimdienstes
- Oleg Dmitrijew (* 1995), Fußballspieler